# Ermida de Santa Catarina (Biscoitos)

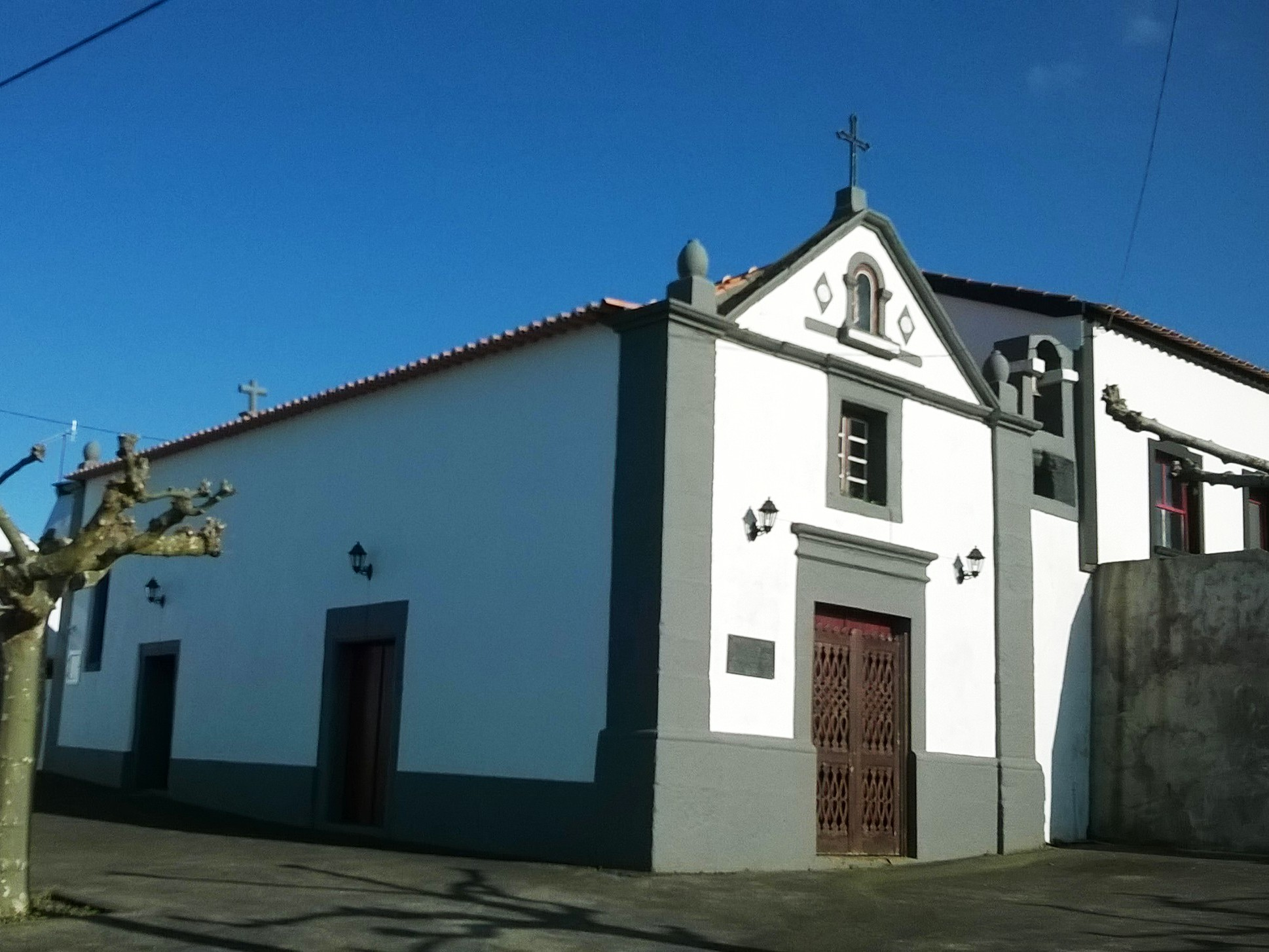
Capela de Santa Catarina, Biscoitos.

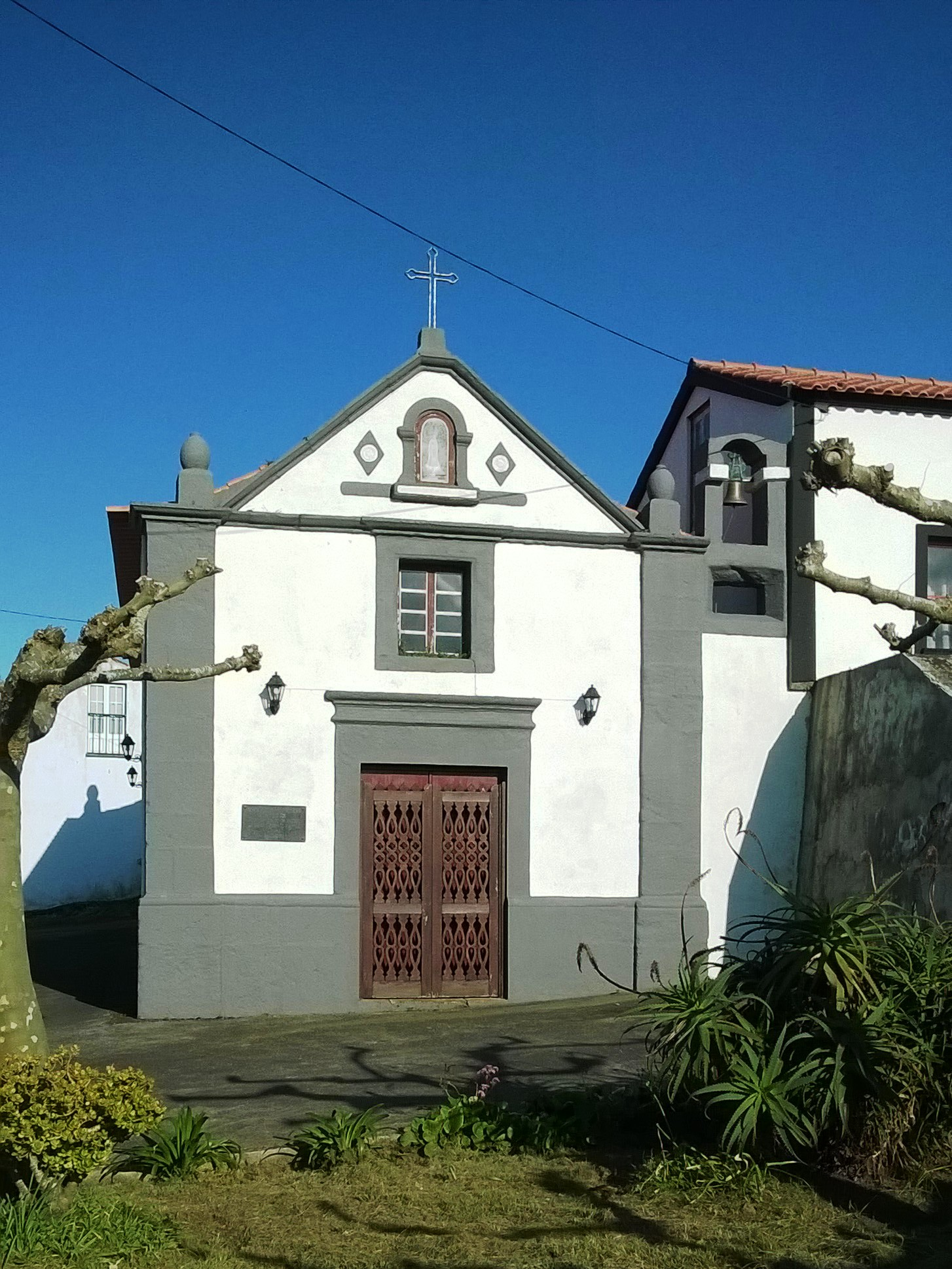
Capela de Santa Catarina, Biscoitos.

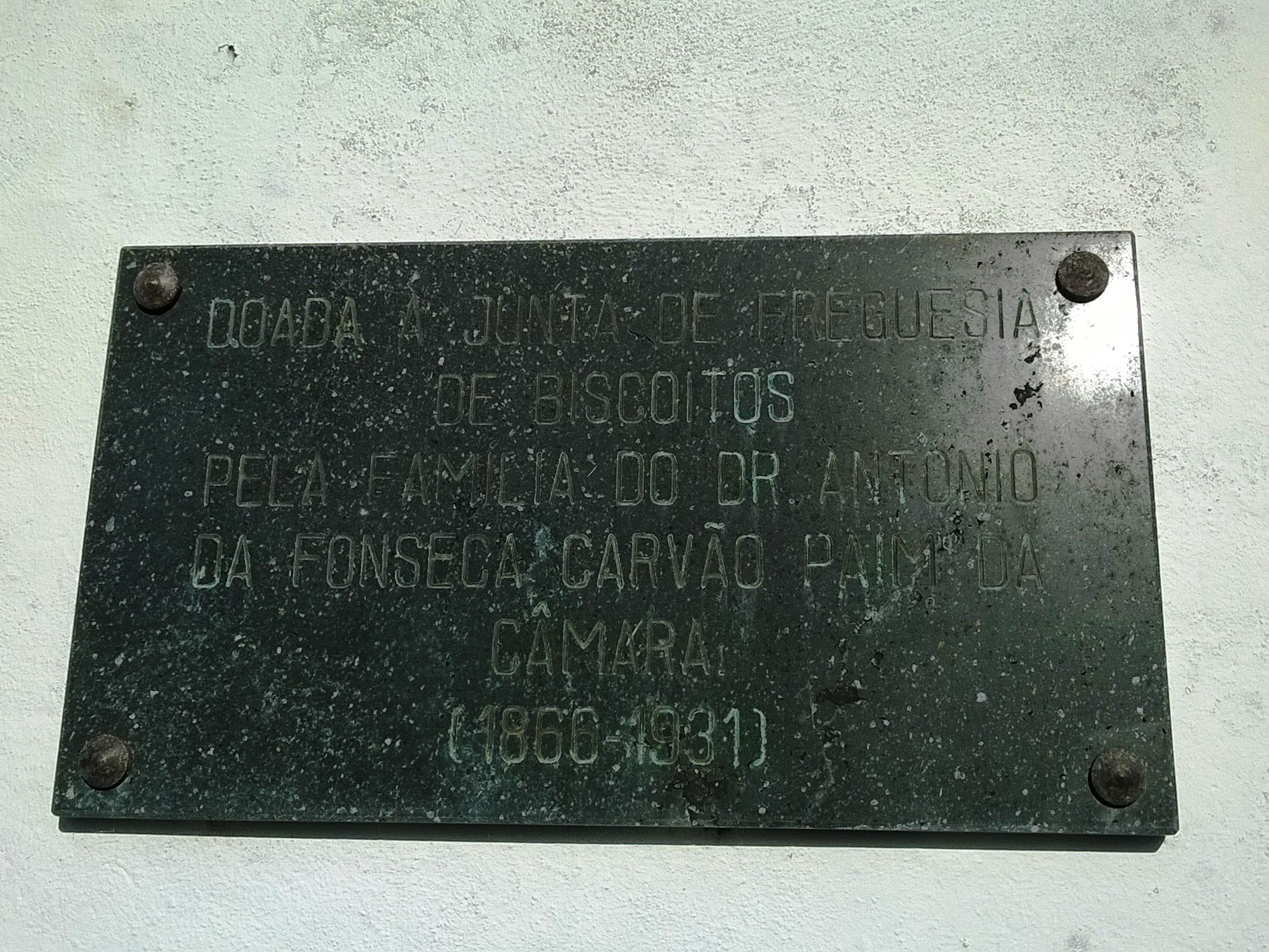
Capela de Santa Catarina, Biscoitos.

A Ermida de Santa Catarina localiza-se na freguesia dos Biscoitos, concelho da Praia da Vitória, na ilha Terceira, Região Autónoma dos Açores, em Portugal.

## História
Foi erguida no século XVII por Gonçalo Álvares Pamplona, natural do Reino de Navarra, para servir de cabeça de morgadio. Este antigo morgado é o progenitor da família Pamplona, uma das principais na ilha.
O templo encontra-se relacionado no Inventário do Património Histórico e Religioso da Praia da Vitória.

## Características
Exemplar de arquitetura religiosa.
Apresenta planta retangular, em alvenaria de pedra rebocada e caiada, à excepção do soco, que se apresenta saliente, dos cunhais, das molduras dos vãos e dos pináculos que são em cantaria pintada.
A fachada é rasgada ̟por uma porta com duplo lintel e cornija, encimada por uma janela, e é rematada por um frontão triangular, tendo este o vértice superior cortado, no qual se insere um nicho.
O seu interior apresenta-se com uma única nave, separada da capela-mor, que é da mesma largura, pelo arco triunfal. A meio desta nave, e do lado da epístola, existe um púlpito com a consola elaborada em cantaria.
Diante do púlpito, e do lado do evangelho, existe uma porta lateral.
Na capela-mor, logo a seguir ao arco triunfal, há uma pequena porta de cada lado. Na zona do altar e encontrando-se sobrelevada, existe uma pedra tumular no embasamento onde é possível ler a inscrição: "SA D GLO AL~Z PAMPLONA / INSTITUIDOR DESTE / MORGADO FIDALGO DE / COTA DARMAS E CIDA / DÃO DA CIDAD DO PORTO".